# José Benedito Simão
José Benedito Simão (Caçapava, 1 de janeiro de 1951 - Marília, 27 de novembro de 2015) Foi um bispo católico, bispo da Diocese de Assis.

## Biografia
José nasceu em Caçapava, cidade situada no Vale do Paraíba, no Estado de São Paulo, filho de Helena Galhiotti e José Simão.
Em 1972, ingressou no Seminário Nossa Senhora da Penha, na capital estadual, onde concluiu seus estudos em 1974. No ano seguinte, deu início aos seus estudos de preparação para a carreira sacerdotal no Seminário de Filosofia Santo Cura d'Ars. Cursou Teologia no Teologado Dom José Gaspar.
Foi ordenado diácono em 19 de dezembro de 1980 na antiga região episcopal de Santo Amaro e recebeu o presbiterado em 7 de junho de 1981, na Arquidiocese de São Paulo, por imposição das mãos de Dom Paulo Evaristo Arns.
Logo após sua ordenação, foi designado pároco da Paróquia Santa Rita de Cássia e coordenador da Pastoral Vocacional da Arquidiocese de São Paulo, além de vigário da Paróquia Nossa Senhora da Esperança, em Dutra. Em 1983, foi transferido para a Paróquia Nossa Senhora do Perpétuo Socorro e também passou a coordenar Pastoral da Juventude e, no ano seguinte, tornou-se reitor do Teologado Dom Gaspar. No decorrer de 1984, também foi vigário na Paróquia Santa Cruz de Parelheiros.
Renunciou a todas as suas funções como presbítero e partiu para Roma a fim de dar continuidade aos seus estudos, hospedando-se no Pontifício Colégio Pio Latino-americano. Concluiu seu doutorado em Teologia Moral pela Academia Alfonsiana da Pontifícia Universidade Lateranense em 1990.
De volta ao Brasil, em 1992, foi nomeado vice-diretor pedagógico da Faculdade de Teologia Nossa Senhora da Assunção, sendo promovido a vice-diretor acadêmico no ano seguinte. Foi eleito diretor em 1996 e, novamente, em 2000. Ainda na dita instituição, lecionou as disciplinas de Moral fundamental, Doutrina Social da Igreja, Bioética, Ética Teológica e Magistério Eclesial, Questões Atuais da Ética, Questões de Ética e Corporeidade, Ética e Pastoral e, também, Fundamentação da Ética Teológica.

### Episcopado
Em 28 de novembro de 2001, o Papa João Paulo II nomeou o padre José bispo-auxiliar da Arquidiocese de São Paulo, com sé titular de Tagaria. Sua sagração episcopal ocorreu em 25 de janeiro de 2002, na Paróquia Imaculada Conceição do Ipiranga, em São Paulo, pelo cardeal-arcebispo Dom Cláudio Hummes, OFM, com auxílio de Dom Mauro Morelli, bispo de Duque de Caxias, e Dom Antônio Gaspar, bispo de Barretos. Foi incumbido vigário-geral da região episcopal de Brasilândia.
Em 24 de junho de 2009, o Papa Bento XVI designou Dom José para substituir Dom Maurício Grotto de Camargo, que ascendera à Arquidiocese de Botucatu, à frente da Diocese de Assis, sufragânea da mesma. Tomou posse de seu ofício canônico como quinto bispo da dita diocese em 23 de agosto seguinte.

### Morte
Em 23 de novembro de 2015, Dom José deu entrada na Santa Casa de Misericórdia de Marília após sofrer um derrame cerebral. Veio a óbito após quatro dias de internação, às 5h30min da madrugada de 27 de novembro seguinte, aos 64 anos. Logo após a morte, por desejo anunciado em vida aos colegas de clero, teve retiradas suas córneas para serem doadas. Após a retirada das córneas, o corpo foi liberado para ser transladado para Assis, onde foi preparado no Centro Funerário São Vicente. O velório ocorreu na Catedral do Sagrado Coração de Jesus, com a presença do cardeal-arcebispo Dom Odilo Scherer, e, após a missa de despedida, o corpo foi sepultado na cripta destinada aos bispos diocesanos, numa cerimônia privada de familiares e do clero.